# Геологія Гвінеї
Геологічна будова Гвінеї.
Гвінея розташована на заході Африканської платформи. На її тер. виділяється Ліберійський щит, в центр. частині країни — півд. борт синеклізи Тауденні і прогин Рокел, на заході — Зах.-Ґвінейська синекліза.
Ліберійський щит складений утвореннями архею і ниж. протерозою. З залізистими кварцитами архею пов'язані великі метаморфогенні родов. залізних руд.
Півд. борт синеклізи Тауденні утворений пологими протерозойськими карбонатно-теригенними товщами, до яких приурочені родов. вапняку.
Прогин Рокел виконаний протерозойськими, зім'ятими в складки карбонатно-теригенними осадами і ефузивами; є метаморфічні породи серед яких присутні гематитові руди; зустрічаються долерити.
Західно-Ґвінейську синеклізу складають породи ордовика, силуру і девону. Серед пісковиків ордовика локалізуються вияви марганцю, в девонських і силурійських породах — дрібні родов. осадових зал. руд. Кайнозойські відклади (глини, суглинки, піски і галечники) розвинені на Атлантичному узбережжі (мор. тераси, пляжі, коси) і по долинах річок.
До прибережно-морських утворень приурочені невеликі розсипи циркону, ільменіту, рутилу, монациту, каоліну, вияви лігнітів і фосфоритів, до алювію річкових терас — розсипи золота і алмазів.
З ранньопротерозойським магматизмом пов'язані корінні родов. золота, з пізньомезозойським — кімберлітові дайки і трубки, деякі з пром. вмістом алмазів.
Широко розвинені дуніти, габро-норити, долерити мезозойського, рідше палеозойського віку. Повсюдно поширені мезокайнозойські кори вивітрювання з великими родов. бокситів, зал. руд, а також руд нікелю і хрому.